# Exechia melasa
Exechia melasa är en tvåvingeart som beskrevs av Wu och Zheng 2001. Exechia melasa ingår i släktet Exechia och familjen svampmyggor. Inga underarter finns listade i Catalogue of Life.